# Unterschöneberg
Unterschöneberg ist ein Ortsteil der Gemeinde Altenmünster im schwäbischen Landkreis Augsburg in Bayern.

## Geographie
Das Kirchdorf Unterschöneberg liegt im Naturpark Augsburg Westliche Wälder an der Staatsstraße St 2027. Der Ort liegt 26 km westlich von Augsburg und ist 5 km vom A8-Autobahnanschluss Zusmarshausen entfernt. Der Stellenbach fließt durch Unterschöneberg und mündet danach in die Zusam.
Nachbarorte: Altenmünster, Eppishofen, Wörleschwang, Wollbach, Neumünster, Violau
Straßennamen: Bergstraße, Hellwigstraße, Am Kornfeld, Kreuzstraße, Am Sportplatz, Staatsstraße (St. 2027), Violauer Straße, Am Wiesengrund, Ziegelstraße

## Geschichte
Aus der Zeit vor der Gründung des Ortes anno 1327 ist aus dem Raum Unterschöneberg wenig bekannt. Aus dieser Zeit werden nur die Herren von Stuhlen (Stuelen) in den Urkunden aus den Jahren 1280, 1284, 1299, 1300 und 1315 als Mitsiegler von Urkunden genannt. In den Urkunden von 1283 und 1300 werden sie als „Adelige von Stuel“ genannt. In einer Urkunde aus dem Jahre 1280 wird von einem „Hermann von Stuolen“ als Priester des Klosters St. Ulrich in Augsburg berichtet. Diese Herren von Stuhlen saßen auf dem Stuhlenberg, östlich der jetzigen Stuhlenmühle. Dort stand damals eine Burg mit Burgstall.
Bevor die Rodungen zur Gründung von Unterschöneberg zwischen 1320 und 1325 begannen, hatte sich dort auf dem Gebiet der österreichischen Markgrafschaft Burgau ein ausgedehnter Wald der Herren von Welden erstreckt. Die Rodung des Waldes erfolgte unter dem Rodemeister „Hainrichen von Schöneberch“.
Die Verteilung der Lehen wurde im Jahr 1327 vorgenommen. Aus dieser Zeit liegen zwei wichtige Urkunden, ein Vertragsbrief und der Dorfbrief vom 31. Oktober 1327 vor. Als man an die Verteilung der Lehen herangehen wollte, stellte man fest, dass die vorhandene Fläche dazu nicht ausreichte. Mit dem Vertragsbrief vom 21. Januar 1327 vereinbarte Ulrich von Welden mit dem Kloster Oberschönenfeld, dass 60 Jauchert (1 Jauchert = 0,5 ha) aus Violau in die Verteilung mit einbezogen werden, um insgesamt 12 Lehen mit je 51 Jauchert verteilen zu können.
Die Herren von Welden übten bis zum Jahr 1597 die herrschaftlichen Rechte über Unterschöneberg aus. Dann ging die Grundherrschaft auf eine Nebenlinie der Fugger über. Diese Linie starb im Jahr 1764 aus und die grundherrschaftlichen Rechte fielen auf die Markgrafschaft Burgau zurück. Dort blieben sie bis zur Säkularisation. Unterschöneberg wurde durch die Säkularisation ab 1803 eine selbstständige Gemeinde.
1862 bis 1929 gehörte Unterschöneberg zum Bezirksamt Zusmarshausen und ab 1929 zum Bezirksamt Wertingen, das ab 1939 dann als Landkreis Wertingen bezeichnet wurde.
Am 1. Mai 1978 erfolgte im Rahmen der Gebietsreform die Eingliederung der Gemeinde nach Altenmünster. Im Februar 2007 hatte Unterschöneberg 417 Einwohner. Unterschöneberg gehört zur Pfarreiengemeinschaft Altenmünster-Violau.

## Wappen
Das frühere Gemeindewappen von Unterschöneberg beschreibt einen fallenden Baum mit einer Axt (Rodesiedlung), mit einem Teil des Wappens der Weldener Herrschaft in der frühbelegten Gestaltung Grün-Silber-Grün.

## Ortsbild

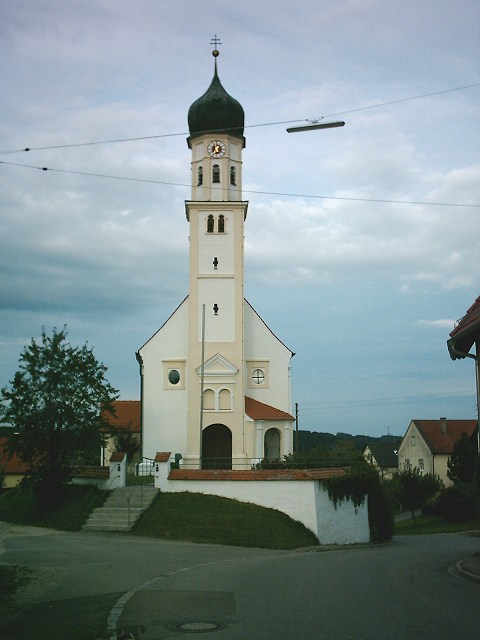
Kirche St. Georg

Die charakteristische Anlage der Rodungssiedlung als Straßendorf mit doppelter, giebelständiger Häuserreihe kennzeichnet das Ortsbild von Unterschöneberg. Die Ausdehnung geschieht in Ost-West-Richtung rund 650 Meter. Der ehemalige Straßenanger ist von beiden Seiten ansteigend, die Kirche auf dem höchsten Punkt ostwärts der Ortsmitte. Die benachbarten Orte Neumünster und Baiershofen sind ebenfalls ein Straßen- bzw. Angerdorf.
Die Ortspläne hat der Obristwachtmeister Johann Lambert Kolleffel für die Markgrafschaft Burgau zwischen 1749 und 1753 handgezeichnet. Die Originalpläne befinden sich im Kriegsarchiv in Wien. Der Maßstab ist angegeben in Schritten (1 Schritt gleich 0,9375 m oder 2,5 Schuh). Ein Schuh gleich 0,375 m. 8000 Schritt sind eine „teutsche Meile“ gleich 7500 Meter. Der Maßstab dieser Pläne entspricht etwa dem heutigen Maßstab 1:5000.

## Sehenswürdigkeiten
Die katholische Filialkirche St. Georg an der Bergstraße ist ein frühbarocker Bau aus der Zeit um 1620, der im Zusammenhang mit der benachbarten Wallfahrtskirche St. Michael in Violau entstanden ist. 1960 kam es zur Erneuerung des Kirchendaches, 1978 folgte eine komplette Innen- und Außenrenovierung. 1984 war die Errichtung des neuen Volksaltares. 2000 erfolgte eine Außenrenovierung, Erneuerung vom Dachstuhl und neuer Anstrich sowie 2001 eine Erneuerung des Treppenaufganges.

## Sport und Freizeit
- Sportplatz (Am Sportplatz)
- Volkssternwarte Violau (2 km entfernt)
- Rothsee (4 km entfernt in Zusmarshausen)
- Wallfahrtskirche Violau (2 km entfernt)